# Dorothy Richardson
Dorothy Miller Richardson /rı̣czərdsən/ (ur. 17 maja 1873 w Abingdon, zm. 17 czerwca 1957 w Beckenham) – brytyjska pisarka; jedna z prekursorek strumienia świadomości, znana z autobiograficznego cyklu o charakterze feministycznym pt. Pilgrimage.

## Życiorys
Jej rodzina pochodziła z klasy średniej, jednakże z powodu problemów finansowych przeprowadzili się do Londynu, gdzie Richardson uczęszczała do szkoły progresywnej. W wieku 17 lat podjęła pracę jako nauczycielka w Niemczech. Następnie powróciła do Anglii, gdzie była guwernantką, nauczycielką, a także sekretarką w gabinecie dentystycznym położonym przy londyńskiej Harley Street. W tym czasie mieszkała w Bloomsbury, gdzie wdała się w romans m.in. z Herbertem George’em Wellsem, z którym zaszła w ciążę zakończoną poronieniem, co przyśpieszyło jej decyzję o zostaniu pisarką. W latach 1908–1914 jej teksty ukazały się w czasopiśmie Saturday Review. W 1914 ukazała się jej pierwsza książka dotycząca kwakrów: The Quakers: Past and Present. Od 1912 pracowała nad pierwszą część jej cyklu powieściowego, która opublikowana została w 1915 pt. Pointed Roofs. Dwa lata później poślubiła Alana Odela. Od tego czasu mieszkali w Londynie, przenosząc się na okres zimy do Kornwalii, aż do 1939 kiedy przeprowadzili się tam na stałe. Odela zmarł w 1948, pisarka zaś w Kornwalii do 1954, kiedy została przymusowo umieszczona w domu opieki .

## Twórczość
Pisała opowiadania i wiersze. Publikowała w The Adelphi, Vanity Fair, czasopiśmie dla wegetarian Crank oraz magazynie Close Up, dla którego w latach 1927-1933 napisała 23 artykuły o tematyce filmowej. Od 1912 do 1921 prowadziła stałą kolumnę Comments by a Layman w gazecie Dental Record. Przełożyła osiem książek z języka niemieckiego i francuskiego na angielski .

### CyklPilgrimage[2]
- Pointed Roofs (1915)
- Backwater (1916)
- Honeycomb (1917)
- The Tunnel (1919)
- Interim (1919)
- Deadlock (1921)
- Revolving Lights (1923)
- The Trap (1925)
- Oberland (1927)
- Dawn’s Left Hand (1931)
- Clear Horizon (1935)
- Dimple Hill (1938)
- March Moonlight (powieść nieukończona; 1953)